# Наречение во епископа

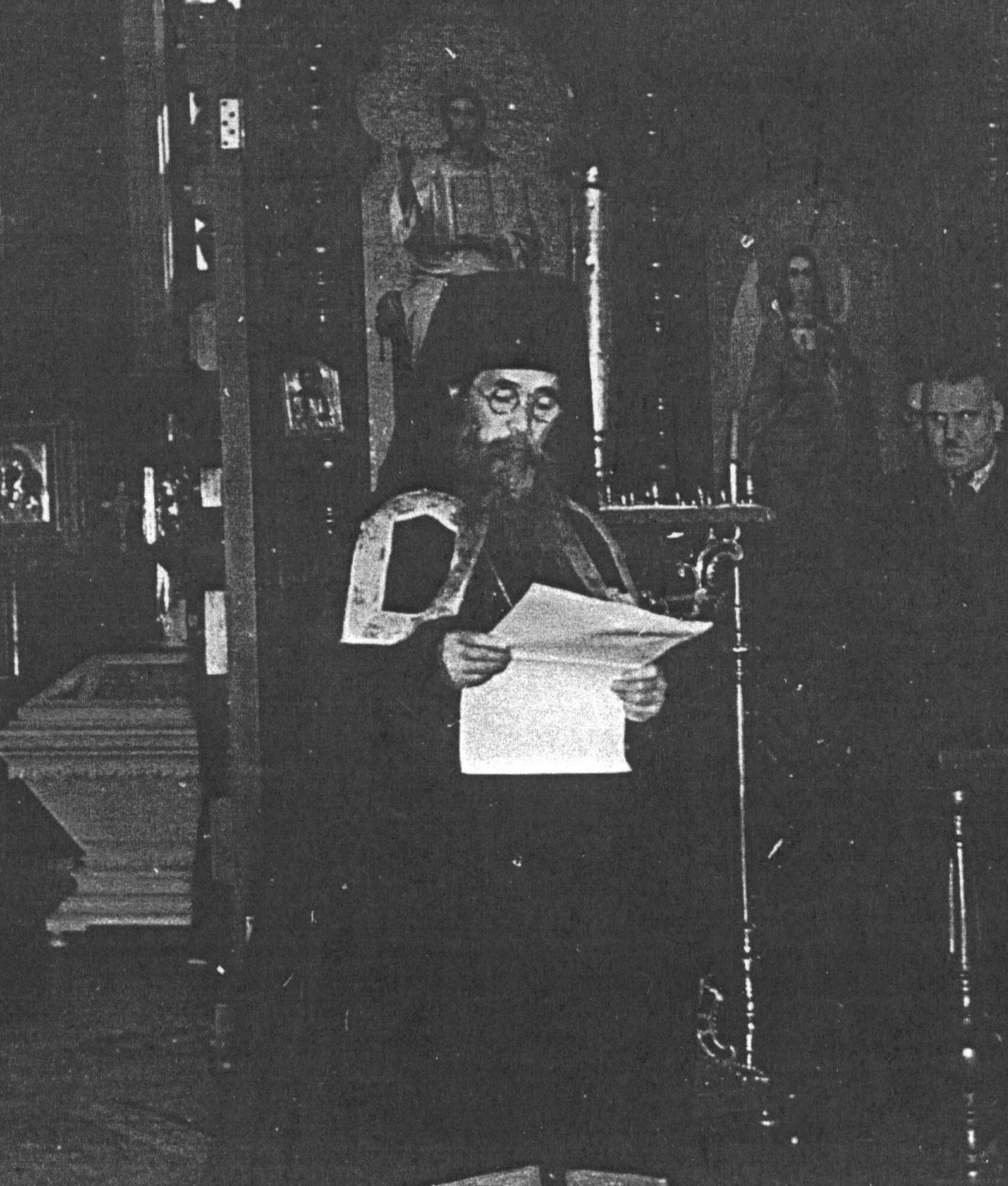
Архимандрит Николай (Оно) читает слово при наречении во епископа Токийского. На следующее утро состоялась его епископская хиротония

Нарече́ние во епи́скопа — чин в Православной церкви, совершаемый над клириком, избранным в архиереи, предшествующий архиерейской хиротонии.
Чин наречения архиерея сохранился от древней практики, согласно которой кандидат на архиерейство избирался клиром и народом, после чего ему торжественно объявляли об этом, и он давал согласие на рукоположение. В современной практике большинства Поместных православных церквей архиерей избирается общим собранием архиереев либо Священным синодом.
В практике Русской православной церкви наречение во епископа совершается в храме отдельно от хиротонии по чину, сложившемуся не позднее XVII века.
Порядок совершения церковного чина наречения во епископа находится в Чиновнике архиерейского священнослужения. Кандидат читает слово при наречении. Слово при наречении представляет собой своего рода программу будущего архиерея; вместе с тем в него традиционно включается благодарность тем людям, кому кандидат обязан своим духовным становлением и троекратное Исповедание веры и обещания соблюдать в чистоте учение Православной церкви, каноны Православной церкви и пребывать в послушании священноначалию.